# Giorgio Turin
Giorgio Turin (Luserna San Giovanni, 20 maggio 1891 – Luserna San Giovanni, 1º gennaio 1983) è stato un calciatore italiano, di ruolo attaccante.

## Carriera
Fece il suo esordio con la Juventus contro il Torino nel Derby della Mole l'8 settembre 1911 in una sconfitta per 2-1, mentre la sua ultima partita fu contro il Milan il 14 gennaio 1912 in una sconfitta per 8-1. Nella sua unica stagione bianconera collezionò otto presenze in campionato e due in amichevoli.

## Statistiche

### Presenze e reti nei club
| Stagione        | Club            | Campionato      | Campionato | Campionato |
| Stagione        | Club            | Comp            | Pres       | Reti       |
| --------------- | --------------- | --------------- | ---------- | ---------- |
| 1911-1912       | Juventus        | Prima categoria | 8          | 0          |
| Totale Juventus | Totale Juventus |                 | 8          | 0          |
| Totale carriera | Totale carriera |                 | 8          | 0          |